# Богомолов, Михаил Михайлович
Михаил Михайлович Богомолов (11 января 1897, Демянск, Новгородская губерния — 5 мая 1940, Москва) — советский военачальник, комдив (1940). Герой Гражданской войны, во время которой был награждён тремя орденами Красного Знамени.

## Биография
Родился Михаил Михайлович Богомолов 11 января 1897 в Демянске в семье рабочего.
В российской армии М. М. Богомолов с 1916 года, участник Первой мировой войны, младший унтер-офицер.
В 1917 году М. М. Богомолов вступил в Красную Гвардию, в 1918 — в РККА, с 1919 года — член ВКП(б). Окончил школу красных командиров, участвовал в Гражданской войне командиром взвода, затем командовал эскадроном 1-й Конной армии, участвовал в советско-польской войне. В составе Туркестанского фронта М. М. Богомолов участвовал в боях с басмачами: с июля 1922 года — начальник разведки 17-го полка 6-й Туркестанской бригады, с сентября 1922 года — начальник разведки 6-го Туркестанского стрелкового полка, с февраля 1923 года — командир конного взвода того же полка. За мужество и героизм М. М. Богомолов был награждён тремя орденами Красного Знамени.
В 1927 году М. М. Богомолов окончил Объединенную Киевскую школу командиров им. С. С. Каменева и в августе 1927 года был назначен командиром 85-го кавалерийского кубанского полка, с мая 1930 года — командир 5-го отдельного запасного кавалерийского эскадрона, с марта 1931 года — вр.и.д. помощника командира по строевой части 21-го кавалерийского полка, с сентября 1932 года — начальник курса Военной академии механизации и моторизации РККА. В январе 1935 года М. М. Богомолов назначен командиром (с января 1937 года так же и военкомом) 7-го механизированного полка, с сентября 1937 года — командир 21-й механизированной бригады, с июня 1938 года — начальник автобронетанковой службы 8-го стрелкового корпуса. Окончил Военную академию им. Фрунзе.
С декабря 1938 года М. М. Богомолов командир 3-й отдельной механизированной бригады (вскоре переименованной в 36-ю легкотанковую бригаду, позднее — 36-я танковая бригада), командуя которой в сентябре — октябре 1939 года, участвовал в Польском походе РККА в составе 8-го стрелкового корпуса 5-й армии.
Во время советско-финской войны М. М. Богомолов — начальник автобронетанковых войск (АБТ) Северо-Западного фронта. Сразу после окончания войны 14—17 апреля 1940 года он участвует в совещании начальствующего состава РККА при ЦК ВКП(б) по сбору опыта боевых действий против Финляндии, затем в комиссии Главного военного совета (ГВС), занимавшейся обобщением боевого опыта по итогам войны.
5 мая 1940 года М. М. Богомолов внезапно скончался. В протокольной записи заседания комиссии ГВС от 7 мая 1940 года есть запись:

Ворошилов: Мне только что доложили, что член нашей комиссии т. Богомолов умер. Прошу почтить память вставанием…— 

## Звания
- комбриг (17.05.1939);
- комдив (21.03.1940)

## Награды
- Орден Ленина (21.03.1940)[4];
- три Ордена Красного Знамени (24.11.1923, приказ РВСР № 183[5], 14.10.1924, приказ РВСР № 335[5], 19.04.1924, приказ РВСР № 105)
- юбилейная медаль «XX лет Рабоче-Крестьянской Красной Армии» (1938)

## Память
- 23.07.1940 имя М. М. Богомолова было присвоено 36-й танковой бригаде.
- В Ровно установлен памятник комдиву М. М. Богомолову, который «дважды освобождал город от врагов революции — в 1920 году, командуя эскадроном Первой конной армии, и в 1939 году, когда танкисты М. М. Богомолова в ходе освободительного похода Красной Армии на западноукраинские земли принесли свободу и счастье трудящимся Ровно».